# Copa Perú 1995
La Copa Perú 1995 fue la edición número 23 en la historia de la competición. El torneo otorgó un cupo al torneo de Primera División y finalizó el 28 de enero del año siguiente tras terminar el hexagonal final que tuvo como campeón al La Loretana. Con el título obtenido este club lograría el ascenso al Campeonato Descentralizado 1996.

## Etapa Regional
A esta fase clasificaron los campeones de cada departamento del Perú a excepción del departamento de Lima cuyo campeón clasificaba a Segunda División y la Provincia Constitucional del Callao cuyo campeón jugaba la Región Promocional Lima-Callao. A estos equipos se unieron Carlos A. Mannucci que descendió del Campeonato Descentralizado 1994 y Deportivo Educación de Abancay que el año anterior tras un reclamo fue declarado campeón departamental por la Comisión de Justicia de la Federación Peruana de Fútbol cuando ya se estaba jugando la Etapa Regional de la Copa Perú 1994. Para esta edición se cambió el formato de esta etapa y se redujo a seis regiones donde los ganadores de cada una disputarían un hexagonal en Lima para definir al campeón del torneo.
Para la fecha final de dicho torneo llega como líder Sportivo Huracán con 8 unidades y la Loretana con 6 unidades respectivamente, al equipo arequipeño le bastaba empatar para ser campeón, pero fue derrotado por el equipo pucallpino y sumo tres puntos que para la época en ese torneo se aplica la nueva reglamentación Fifa que daba tres puntos al ganador un punto al empate.

### Región I
| Departamento | Club                             | Ciudad    |
| ------------ | -------------------------------- | --------- |
| Cajamarca    | Universidad Técnica de Cajamarca | Cajamarca |
| Lambayeque   | Sport Boys                       | Tumán     |
| Piura        | Túpac Amaru                      | Sullana   |
| Tumbes       | Alianza Tumbesina                | Tumbes    |

Clasificado: Universidad Técnica de Cajamarca.

### Región II
| Departamento | Club               | Ciudad    |
| ------------ | ------------------ | --------- |
| Ancash       | José Gálvez        | Chimbote  |
| Ica          | Juan Mata          | Nasca     |
| La Libertad  | Carlos A. Mannucci | Trujillo  |
| La Libertad  | Deportivo Marsa    | Tayabamba |

Clasificado: Deportivo Marsa.

### Región III
| Departamento | Club                 | Ciudad      |
| ------------ | -------------------- | ----------- |
| Amazonas     | Deportivo Sachapuyos | Chachapoyas |
| Loreto       | José Pardo           | Iquitos     |
| San Martín   | Deportivo Tumi       | Tarapoto    |
| Ucayali      | La Loretana          | Pucallpa    |

Clasificado: La Loretana.

### Región IV
| Departamento | Club                | Ciudad       |
| ------------ | ------------------- | ------------ |
| Huancavelica | Diablos Rojos       | Huancavelica |
| Huánuco      | Juan Bielovucic     | Huánuco      |
| Junín        | Deportivo Municipal | El Tambo     |
| Pasco        | Deportivo Berna     | Oxapampa     |

Clasificado: Diablos Rojos.

### Región V
| Departamento  | Club                | Ciudad           |
| ------------- | ------------------- | ---------------- |
| Apurímac      | Deportivo Municipal | Pacucha          |
| Apurímac      | Deportivo Educación | Abancay          |
| Ayacucho      | Deportivo Huáscar   | Ayacucho         |
| Cusco         | Ingeniería Civil    | Cusco            |
| Madre de Dios | Estudiantes Unidos  | Puerto Maldonado |

Clasificado: Deportivo Municipal de Pacucha.

### Región VI
| Departamento | Club              | Ciudad   |
| ------------ | ----------------- | -------- |
| Arequipa     | Sportivo Huracán  | Arequipa |
| Moquegua     | Atlético Huracán  | Moquegua |
| Puno         | Universitario     | Puno     |
| Tacna        | Coronel Bolognesi | Tacna    |

Clasificado: Sportivo Huracán.

## Hexagonal Final
| Equipo               | PJ | PG | PE | PP | GF | GC | DG | Pts |
| -------------------- | -- | -- | -- | -- | -- | -- | -- | --- |
| La Loretana          | 5  | 2  | 3  | 0  | 7  | 5  | +2 | 9   |
| Sportivo Huracán     | 5  | 2  | 2  | 1  | 7  | 4  | +3 | 8   |
| Deportivo Marsa      | 5  | 1  | 4  | 0  | 10 | 6  | +4 | 7   |
| Municipal de Pacucha | 5  | 1  | 3  | 1  | 8  | 10 | -2 | 6   |
| UTC                  | 5  | 1  | 3  | 1  | 8  | 10 | -2 | 6   |
| Diablos Rojos        | 5  | 0  | 1  | 4  | 7  | 12 | -5 | 1   |

|  | Campeón y asciende al Campeonato Descentralizado 1996 |

| \| Jor. \| Fecha \| Estadio \| Ciudad \| Local \| Score \| Visitante \| \| ---- \| ---------- \| -------- \| ------ \| ------------------------------ \| ----- \| ------------------------------ \| \| 1 \| 14-01-1996 \| Nacional \| Lima \| La Loretana \| 1-1 \| Deportivo Municipal de Pacucha \| \| 1 \| 14-01-1996 \| Nacional \| Lima \| Sportivo Huracán \| 1-1 \| UTC \| \| 1 \| 14-01-1996 \| Nacional \| Lima \| Deportivo Marsa de Tayabamba \| 2-2 \| Diablos Rojos \| \| 2 \| 17-01-1996 \| Nacional \| Lima \| Sportivo Huracán \| 4-1 \| Deportivo Municipal de Pacucha \| \| 2 \| 17-01-1996 \| Nacional \| Lima \| Deportivo Marsa de Tayabamba \| 5-1 \| UTC \| \| 2 \| 17-01-1996 \| Nacional \| Lima \| La Loretana \| 3-2 \| Diablos Rojos \| \| 3 \| 21-01-1996 \| Nacional \| Lima \| Diablos Rojos \| 1-2 \| Deportivo Municipal de Pacucha \| \| 3 \| 21-01-1996 \| Nacional \| Lima \| La Loretana \| 1-1 \| UTC \| \| 3 \| 21-01-1996 \| Nacional \| Lima \| Sportivo Huracán \| 0-0 \| Deportivo Marsa de Tayabamba \| \| 4 \| 24-01-1996 \| Nacional \| Lima \| Deportivo Municipal de Pacucha \| 2-2 \| UTC \| \| 4 \| 24-01-1996 \| Nacional \| Lima \| Sportivo Huracán \| 2-1 \| Diablos Rojos \| \| 4 \| 24-01-1996 \| Nacional \| Lima \| La Loretana \| 1-1 \| Deportivo Marsa de Tayabamba \| \| 5 \| 28-01-1996 \| Nacional \| Lima \| Diablos Rojos \| 1-3 \| UTC \| \| 5 \| 28-01-1996 \| Nacional \| Lima \| Deportivo Municipal de Pacucha \| 2-2 \| Deportivo Marsa de Tayabamba \| \| 5 \| 28-01-1996 \| Nacional \| Lima \| La Loretana \| 1-0 \| Sportivo Huracán \| |            |          |        |                                |       |                                |
| Jor. | Fecha      | Estadio  | Ciudad | Local                          | Score | Visitante                      |
| 1 | 14-01-1996 | Nacional | Lima   | La Loretana                    | 1-1   | Deportivo Municipal de Pacucha |
| 1 | 14-01-1996 | Nacional | Lima   | Sportivo Huracán               | 1-1   | UTC                            |
| 1 | 14-01-1996 | Nacional | Lima   | Deportivo Marsa de Tayabamba   | 2-2   | Diablos Rojos                  |
| 2 | 17-01-1996 | Nacional | Lima   | Sportivo Huracán               | 4-1   | Deportivo Municipal de Pacucha |
| 2 | 17-01-1996 | Nacional | Lima   | Deportivo Marsa de Tayabamba   | 5-1   | UTC                            |
| 2 | 17-01-1996 | Nacional | Lima   | La Loretana                    | 3-2   | Diablos Rojos                  |
| 3 | 21-01-1996 | Nacional | Lima   | Diablos Rojos                  | 1-2   | Deportivo Municipal de Pacucha |
| 3 | 21-01-1996 | Nacional | Lima   | La Loretana                    | 1-1   | UTC                            |
| 3 | 21-01-1996 | Nacional | Lima   | Sportivo Huracán               | 0-0   | Deportivo Marsa de Tayabamba   |
| 4 | 24-01-1996 | Nacional | Lima   | Deportivo Municipal de Pacucha | 2-2   | UTC                            |
| 4 | 24-01-1996 | Nacional | Lima   | Sportivo Huracán               | 2-1   | Diablos Rojos                  |
| 4 | 24-01-1996 | Nacional | Lima   | La Loretana                    | 1-1   | Deportivo Marsa de Tayabamba   |
| 5 | 28-01-1996 | Nacional | Lima   | Diablos Rojos                  | 1-3   | UTC                            |
| 5 | 28-01-1996 | Nacional | Lima   | Deportivo Municipal de Pacucha | 2-2   | Deportivo Marsa de Tayabamba   |
| 5 | 28-01-1996 | Nacional | Lima   | La Loretana                    | 1-0   | Sportivo Huracán               |

| Campeón                |
| La Loretana 1.º título |